# Cronusita
La cronusita és un mineral de la classe dels sulfurs. Va ser anomenada en honor de Cronos.

## Característiques
La cronusita és un sulfur de fórmula química Ca0.2CrS₂·2H₂O. Cristal·litza en el sistema trigonal en forma de grans anèdrics, de fins a 1 mm, en enstatita. La seva duresa a l'escala de Mohs és 1,5.
Segons la classificació de Nickel-Strunz, la cronusita pertany a «02.F - Sulfurs d'arsènic, àlcalis, sulfurs amb halurs, òxids, hidròxid, H₂O; amb alcalins (sense Cl, etc.)» juntament amb els següents minerals: caswellsilverita, schöllhornita, chvilevaïta, orickita, rasvumita, pautovita i colimaïta.

## Formació i jaciments
La cronusita va ser descoberta al meteorit Norton County (Comtat de Norton, Kansas, Estats Units) en enstatita acondrítica formada per la meteorització terrestre de la caswellsilverita. Es tracta de l'únic indret on ha estat trobada aquesta espècie mineral. S'ha trobat associada amb enstatita, alabandita ferrosa, troilita, daubreelita i altres hidròxids de ferro.